# John Wesley
John Wesley (Epworth, 17 giugno 1703 – Londra, 2 marzo 1791) è stato un teologo inglese che ha fondato il movimento protestante del metodismo.
È commemorato dalla Chiesa anglicana il 3 marzo.
Il metodismo ha avuto tre tappe fondamentali: la prima all'Università di Oxford con la fondazione del cosiddetto Holy Club (santa associazione), la seconda mentre Wesley era curato nella città statunitense di Savannah, in Georgia, e la terza a Londra, dopo il ritorno di Wesley in Inghilterra. Il movimento ha preso forma dopo la terza tappa, intorno al 1740 con Wesley, insieme ad altri, istituendo predicatori locali e le società religiose per la formazione dei fedeli. Questo è stato il primo grande movimento evangelicale della Gran Bretagna. L'organizzazione metodista di Wesley includeva comunità in Inghilterra, Scozia, Galles e Irlanda prima di diffondersi negli altri paesi anglofoni e non solo. Wesley ha diviso le sue comunità religiose in classi (classes) e gruppi (bands) per garantire istruzione religiosa e assistenza capillare a tutti, in special modo alle classi povere.
I metodisti, sotto la direzione di Wesley, sono diventati promotori di molte iniziative volte a garantire giustizia sociale, incluse la riforma della legge penale e movimenti abolizionistici. Wesley incentrò le sue riflessioni teologiche e spirituali su quella che chiamò "perfezione cristiana", o santità del cuore e della vita. Wesley insisteva sul fatto che in questa vita ogni cristiano può giungere a uno stato dell'anima dove l'amore di Dio, o amore perfetto, regna supremo nel cuore di ogni persona. Insisteva continuamente sull'usare i mezzi di grazia (means of grace) quali preghiera, meditazione delle Scritture, Santa Cena, ecc. come mezzi tramite i quali Dio trasforma i credenti.

## Biografia
John Wesley nacque a Epworth, 37 km nord-est da Lincoln, figlio di Samuel Wesley, laureato a Oxford e reverendo della Chiesa anglicana, e di Susanna Annesley. John era il quindicesimo di diciannove figli. Nel 1696 Samuel Wesley fu nominato rettore di Epworth dove John nacque.
All'età di sei anni, John fu salvato dalla canonica in fiamme. Questo fatto suscitò in lui una profonda riflessione. Wesley si laureò in lettere al Christ Church College di Oxford nel 1727. Fu nominato diacono nel 1725 ed eletto membro del Lincoln College l'anno seguente.
Spinto dalla lettura dell'Imitazione di Cristo a scegliere la vita religiosa, fu nominato pastore nel 1728. Uomo con una forte personalità, dotato di capacità di guida spirituale e di organizzazione, assunse presto la direzione dell'Holy Club fondato dal fratello Charles (il futuro innologo del metodismo e padre del compositore Samuel Wesley) per realizzare una vita di continuo studio della Bibbia e di religione ben regolata. Infatti, a Oxford, dopo aver condotto una vita ben regolata, studiato le Scritture e messo diligentemente in pratica i doveri religiosi, Wesley scoprì la propria pratica per la fede cristiana. L'Holy Club è stato il nucleo su cui si è sviluppato il metodismo. Il nome "metodisti" è stato dato dagli studenti di Oxford per prenderli in giro per le loro abitudini metodiche. A proposito dei giovani era solito dire: "Con i giovani è bene ripetere le cose venti volte: ripetendole solamente diciannove, c'è il rischio di sprecare il fiato".

### L'inizio del rinnovamento religioso
Osteggiato in patria, intraprese senza successo missioni negli USA (Georgia) dove conobbe i Fratelli Moravi in un momento particolare; a un certo punto di un viaggio via mare cui Wesley prese parte, un temporale sopraggiunse e ruppe l'albero della nave. Mentre i membri dell'equipaggio furono colti dallo spavento, i Fratelli Moravi cantarono tranquillamente inni e recitarono preghiere. Questa esperienza lo fece riflettere al punto da ritenere che i Moravi possedessero una forza interiore che a lui mancava. Da allora Wesley ebbe molte esperienze di fede che volle annunciare tramite i suoi numerosi sermoni. In uno di essi è rimasta celebre la sua frase sulla dottrina della grazia personale e gratuita per fede, secondo cui essa è "libera in tutto, libera per tutti".
Nel 1738 consultò il medico George Cheyne e ne adottò la dieta vegetariana, affermando in seguito: «Sia ringraziato Dio: da quando ho abbandonato la carne e il vino, sono stato liberato da ogni infermità del corpo». Nello stesso anno, volle approfondire i contatti con la società morava e con il pietismo, recandosi in visita presso la comunità di Herrnhut in Sassonia, il quartier generale dei Moravi in Germania, accogliendone princìpi e metodi per la sua azione. Al suo ritorno in Inghilterra ideò i gruppi (bands) e pubblicò una collezione di inni per loro. S'incontrava spesso con le societas religiose a Londra; dato che molte parrocchie anglicane non lo volevano accogliere per farlo predicare, iniziò la predicazione itinerante all'aperto, attirando l'attenzione soprattutto delle classi umili. Continuò a predicare nelle chiese, all'aperto, nelle cappelle, nei campi, nelle case di campagna (dovunque lui avrebbe trovato un'assemblea riunita per ascoltare la parola di Dio) per 50 anni.

## La teologia di Wesley
(John Wesley)

### Le fonti della sua teologia
Il pensiero di Wesley può essere approfondito partendo da alcune linee guida delle sue idee, partendo quindi da quello che è noto come il "Quadrilatero".
- Le Scritture. Per Wesley la Bibbia era la fonte primaria della fede e della vita cristiana; essa andava letta, interpretata, studiata, meditata nelle sue storie, nei suoi temi, e quindi era dovere e piacere per ogni cristiano testimoniare con parole e con azioni la parola di Dio. Wesley metteva la Scrittura al centro della sua vita come pure di quella di ogni cristiano. Le altre fonti erano al servizio dell'interpretazione della Bibbia e dell'applicazione del suo messaggio.
- La tradizione. Wesley era rimasto sempre affascinato leggendo le testimonianze e gli scritti dei cristiani delle epoche precedenti, soprattutto degli albori del cristianesimo, di quella che definiva chiesa dei primi secoli (Primitive Church, o Christian Antiquity). Per questo pubblicò un'opera in 50 volumi chiamata A Christian Library, contenente una selezione delle opere dei cristiani vissuti dal II secolo ai suoi giorni.
- La ragione. Tenendo presente che Wesley visse nel XVIII secolo, dove la corrente filosofica dell'Illuminismo aveva avuto un forte impatto nella società europea e britannica, al punto da far nascere correnti filosofiche che mettevano in discussione la religione cristiana, tra cui il deismo. Wesley riteneva che fede e ragione non fossero affatto incompatibili; al contrario, per lui la ragione è uno dei doni di Dio e serve per una corretta interpretazione della Bibbia, per analizzare la tradizione cristiana e per difendersi da due estremi, il fanatismo religioso e il freddo razionalismo. La ragione però non riesce a spiegare tutto. Una delle sue frasi più celebri è: "la religione e la ragione vanno mano nella mano e ogni religione irrazionale è una falsa religione." (A Letter to the Rev. Dr. Rutherforth, 1768)
- L'esperienza. L'esperienza è fondamentale per la vita di un cristiano. Se non s'intraprende un percorso di crescita spirituale e interiore, allora non si tratta di fede vissuta. Wesley temeva che dopo l'iniziale entusiasmo dei metodisti, essi avrebbero assopito il fervore religioso rifugiandosi nel ritualismo, nell'ascolto sterile della parola di Dio, nella frequentazione ai culti solo per consuetudine o per "dovere morale". L'esperienza a cui fa riferimento Wesley non è solo quella personale e interiore, ma anche l'esperienza di condivisione e di aiuto al prossimo, tramite il quale l'uomo serve Gesù Cristo.

### La teologia wesleysiana
L'uomo è creato a immagine e somiglianza di Dio ed è destinato a vivere in armonia con Lui e con gli altri esseri viventi. Ma il peccato tende a separare l'uomo da Dio. Il peccato si manifesta in due modi:
come offesa contro Dio; persone che lo disprezzano, che trascurano il culto, la preghiera, la Bibbia. Altri preferiscono attaccarsi ai beni materiali, al denaro, al potere, al piacere, amano più le creature che il Creatore. In questa condizione, il peccato li ha allontanati da Dio e li ha ripiegati su se stessi.
Connessa all'offesa contro Dio è l'offesa contro il prossimo. L'uomo pecca quando serba nel suo cuore e nella sua mente sentimenti negativi e distruttivi quali l'invidia, la malizia, la vendetta, l'odio, l'indifferenza, la negligenza. L'uomo che pecca è anche responsabile dei peccati commessi a livello sociale, come per esempio la guerra e l'emarginazione di certe fasce di persone.
Per ovviare a questa condizione di lontananza da Dio, dalla pace interiore Wesley risponde con la grazia divina, il non meritato amore di Dio. La grazia preveniente è un aspetto del suo amore. La grazia è preveniente perché Dio viene a noi per primo. Dio cerca noi prima ancora che siamo noi a cercare Lui. La grazia preveniente (preparatoria, perché ci prepara al perdono di Dio e a una vita santa) ci rende consapevoli della nostra natura di peccatori e ci rende pronti a ricevere il perdono da Dio e a vivere seguendo la sua parola e amando Lui e il prossimo. Wesley riteneva che ogni uomo e ogni donna potesse ricevere la grazia divina (Wesley era fortemente contrario alla predestinazione) ma al tempo stesso riteneva che l'uomo potesse perdere questo dono qualora non avesse più saputo o voluto accogliere lo Spirito Santo nel suo cuore. La grazia preveniente ci prepara per una nuova vita, una "vita da perfetto cristiano", interrompendo l'azione separatrice del peccato e dandoci libertà. Wesley riprendeva il tema centrale della teologia di Martin Lutero, cioè la giustificazione per fede; per le nostre offese contro Dio e contro il prossimo, l'essere umano è ingiusto e non merita l'amore di Dio. L'uomo può quindi accettare l'amore di Dio in modo incondizionato, ma non deve tenerlo per sé, deve diffonderlo a tutti gli esseri senzienti e condurre una vita che rispetti tutto ciò che Dio ha creato.

## Opere
Wesley s'impegnò nell'attività sociale assiduamente e volle che tutti gli aderenti del suo movimento facessero spontaneamente lo stesso. Oltre a predicare l'elargizione di soldi ai poveri, provvide egli stesso a organizzare e far organizzare raccolte di cibo, di vestiario, di denaro alle classi più umili dei sobborghi delle città. S'impegnò anche per il benessere fisico delle persone, leggendo molti libri di medicina e dando consigli (anche tramite stampa) per vivere in modo salutare a coloro i quali non potevano permettersi di pagare cure e medicinali. Per un certo periodo egli dispensava medicinali gratuiti nelle cappelle di Londra, Bristol e Newcastle. Wesley si preoccupò a fornire assistenza materiale e spirituale ai carcerati, lottò strenuamente contro lo schiavismo e promuoveva educazione ed elevazione culturale laica (non solo quindi religiosa). Scrisse oltre 40.000 sermoni e usò molto la stampa, curando personalmente molte edizioni di libri da lui scritti.